# إشفيغه
اشوغه (بالألمانية: Eschwege) هي district capital، بلدة، مدينة و بلدة ألمانية تقع في ألمانيا في Werra-Meißner-Kreis. يقدر عدد سكانها بـ 20,610 نسمة .

## المدن التوأمة
مدن مولهاوزن، سان مونديه و ريغن هي مدن توأمة لـاشوغه.

## أعلام
- ماركوس شولز
- دوين واشنطن
- مارجاريته خان
- فرانسيس بوجري
- أوي بيرغر